# غابور كوفاتش
غابور كوفاتش (بالمجرية: Kovács Gábor)‏ (4 سبتمبر 1987 ببودابست في المجر - ) هو لاعب كرة قدم مجري في مركز الدفاع. لعب مع نادي ديوسجوري ونادي فاساس ونادي فينترتور وFC Kreuzlingen ‏ وEgri FC ‏ ونادي باكسي ونادي بيتش ‏.

## وصلات خارجية
- غابور كوفاتش على موقع قاعدة بيانات كرة القدم.إي يو (الإنجليزية)